# Mark Gurr
Mark Gurr (Harare, 18 de fevereiro de 1966) é um ex-tenista profissional zimbabuano 
Em Seul 1988, perdeu para Sergio Casal, na primeira rodada. Ele perdeu na segunda rodada em duplas para os suecos Anders Järryd e Stefan Edberg, com parceira de Philip Tuckniss. Também representou o Zimbabue na Copa Davis.